# TNFSF10
TNFSF10 (англ. TNF superfamily member 10) – білок, який кодується однойменним геном, розташованим у людей на короткому плечі 3-ї хромосоми.  Довжина поліпептидного ланцюга білка становить 281 амінокислот, а молекулярна маса — 32 509.
| 10         |  | 20         |  | 30         |  | 40         |  | 50         |
| ---------- |  | ---------- |  | ---------- |  | ---------- |  | ---------- |
| MAMMEVQGGP |  | SLGQTCVLIV |  | IFTVLLQSLC |  | VAVTYVYFTN |  | ELKQMQDKYS |
| KSGIACFLKE |  | DDSYWDPNDE |  | ESMNSPCWQV |  | KWQLRQLVRK |  | MILRTSEETI |
| STVQEKQQNI |  | SPLVRERGPQ |  | RVAAHITGTR |  | GRSNTLSSPN |  | SKNEKALGRK |
| INSWESSRSG |  | HSFLSNLHLR |  | NGELVIHEKG |  | FYYIYSQTYF |  | RFQEEIKENT |
| KNDKQMVQYI |  | YKYTSYPDPI |  | LLMKSARNSC |  | WSKDAEYGLY |  | SIYQGGIFEL |
| KENDRIFVSV |  | TNEHLIDMDH |  | EASFFGAFLV |  | G          |  |            |

A: Аланін

C: Цистеїн

D: Аспарагінова кислота

E: Глутамінова кислота

F: Фенілаланін

G: Гліцин

H: Гістидин

I: Ізолейцин

K: Лізин

L: Лейцин

M: Метіонін

N: Аспарагін

P: Пролін

Q: Глутамін

R: Аргінін

S: Серин

T: Треонін

V: Валін

W: Триптофан

Кодований геном білок за функціями належить до цитокінів, фосфопротеїнів. 
Задіяний у таких біологічних процесах як апоптоз, поліморфізм, альтернативний сплайсинг. 
Білок має сайт для зв'язування з іонами металів, іоном цинку. 
Локалізований у мембрані.